# Dominique Blanc
Dominique Blanc (sinh ngày 25 tháng 4 năm 1956) là nữ diễn viên người Pháp.

## Cuộc đời và Sự nghiệp
Dominique Blanc sinh tại Lyon. Cô theo học Cours Florent của trường Kịch nghệ Pháp. Năm 1980, theo gợi ý của Pierre Romans, Patrice Chéreau đã tới gặp cô và cho cô diễn xuất trong vở Peer Gynt của Henrik Ibsen.
Cô đã đoạt 4 giải César, trong đó có 1 giải César cho nữ diễn viên chính xuất sắc nhất năm 2000 cho vai diễn trong phim Stand-by và 3 giải César cho nữ diễn viên phụ xuất sắc nhất năm 1990 cho phim Milou en mai, năm phim 1992 Indochine và năm phim 1998 Ceux qui m'aiment prendront le train. cô cũng được đề cử thêm 4 lần nữa. Ngày 6.9.2008, cô đã đoạt Cúp Volpi cho nữ diễn viên chính xuất sắc nhất tại Liên hoan phim Venezia lần thứ 65.

## Danh sách phim

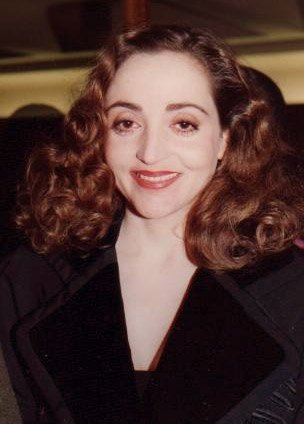
Dominique Blanc tại lễ trao giải César năm 1993

- Peer Gynt (1981) (TV) - Une jeune fille
- Richelieu ou La journée des dupes (1983) (TV) - Mme de Comballet
- Lace (1984) (TV) - Teresa
- La Femme de ma vie (1986) - Sylvia
- L'Inconnue de Vienne (1986) (TV) - Martine
- L'Iguane (1986)
- Das Weite Land (1987) - Adele Natter
- Une affaire de femmes (1988) - Jasmine
- Quelques jours avec moi (1988) - Georgette
- Savannah (1988) - Jeanne
- Natalia (1989) - Jacqueline Leroux
- Je suis le seigneur du château (I'm the King of the Castle) (1989) - Madame Vernet
- Milou en mai (May Fools) (1990) - Claire
- Largo desolato (1991) (TV) - Lucy
- Plaisir d'amour (1991) - Clo
- L'Échange (1992)
- Indochine (1992) - Yvette
- L'Affût (1992) - Isabelle Morigny
- Faut-il aimer Mathilde? (1993) - Mathilde
- Une femme en bataille (1993) - Colette Bonzo
- Train de nuit (1994)
- La Reine Margot (Queen Margot) (1994) - Henriette de Nevers
- Loin des barbares (1994) - Zana
- Total Eclipse (1995) - Isabelle Rimbaud
- Faisons un rêve (1996) (TV) - Elle
- Le Livre de minuit (1996) - The mother
- L'Allée du roi (1996) (mini) TV Series - Françoise d'Aubigné, marquise de Maintenon
- Alors voilà, (1997) - Rose
- C'est pour la bonne cause! (1997) - Jeanne
- A Soldier's Daughter Never Cries (1998) - Candida
- Ceux qui m'aiment prendront le train (1998) - Catherine
- La Voleuse de Saint-Lubin (1999) - Françoise Barnier
- Mariage de Fanny, Le (1999) (voice) - Narrator
- Stand-by (2000) - Hélène
- Sur quel pied danser? (2000) (TV) - Jeanne
- Acteurs, Les (2000) - Geneviève, Piccoli's wife
- Le Pornographe (2001) - Jeanne
- Le Lait de la tendresse humaine (2001) - Claire
- Avec tout mon amour (2001) - Adèle
- Plage noire, La (2001) - Sylvie
- Un pique-nique chez Osiris (2001) (TV) - Olympe de Cardoville
- C'est le bouquet! (2002) - Edith
- Un couple épatant (2002) - Agnès
- Après la vie (2002) - Agnès Manise
- Cavale (2002) - Agnès Manise
- Peau d'ange (2002) - Soeur Augustine
- Phèdre (2003) (TV) - Phèdre
- Sauf le respect que je vous dois (2005) - Clémence Durrieux
- Un fil à la patte (2005) - Baronne Duverger
- Le Amitiés maléfiques (2006) - Florence Duhaut
- Le Cri (2006) (mini) TV Series - Pierrette Guibert